# アイザック・トウシー
アイザック・トウシー（Isaac Toucey, 1792年11月15日 - 1869年7月30日）は、アメリカ合衆国の政治家。第18代コネチカット州知事、第20代アメリカ合衆国司法長官、および第23代アメリカ合衆国海軍長官を務めた。

## 生涯
1792年、トウシーはコネチカット州ニュータウンで生まれた。トウシーは法学を学び、1818年に弁護士として認可を受けるとコネチカット州ハートフォードで弁護士業を開業した。1822年、トウシーはコネチカット州ハートフォード郡で地方検察官となった。トウシーは1835年まで地方検察官を続けた後、1835年から1838年まで2期連続で合衆国下院議員を務めた。1838年の選挙で3選に失敗すると地方検察官に復帰し、同職を1842年まで務めた。1845年、トウシーはコネチカット州知事選挙で敗北したが、コネチカット州議会は1846年にトウシーを州知事として指名した。1847年に再び州知事選挙に出馬したが、敗北した。
1848年、ジェームズ・ポーク大統領はトウシーを司法長官に指名した。トウシーはポーク大統領の任期満了となる1849年3月まで司法長官を務めた。1850年、コネチカット州に戻ったトウシーは州上院議員に選出され、1852年に州下院議員となった。
またトウシーは1850年に合衆国上院議員に選出され、1851年3月4日から任期開始であった。だがトウシーは1852年5月12日に着任した。1857年3月3日、トウシーは再選を断り上院議員を退いた。トウシーは合衆国上院議員として、フランクリン・ピアーズ政権と合衆国議会とのパイプ役を務めた。
1857年、ジェームズ・ブキャナンが大統領に就任すると、ブキャナンは同じニューイングランド出身のトウシーを海軍長官に任命した。民主党の予備選挙でトウシーはピアーズを支持していたが、ブキャナンはピアーズ派への懐柔策として、トウシーを海軍長官に起用した。トウシーは北部出身の穏健派として、ブキャナン大統領の任期満了となる1861年まで海軍長官を務めた。
海軍長官退任後、トウシーは弁護士業に戻った。
そして1869年にコネチカット州ハートフォードで死去した。
トウシーの死後、その功績を称えて、アメリカ海軍の駆逐艦トウシーにその名がつけられた。